# Văn hóa Óc Eo

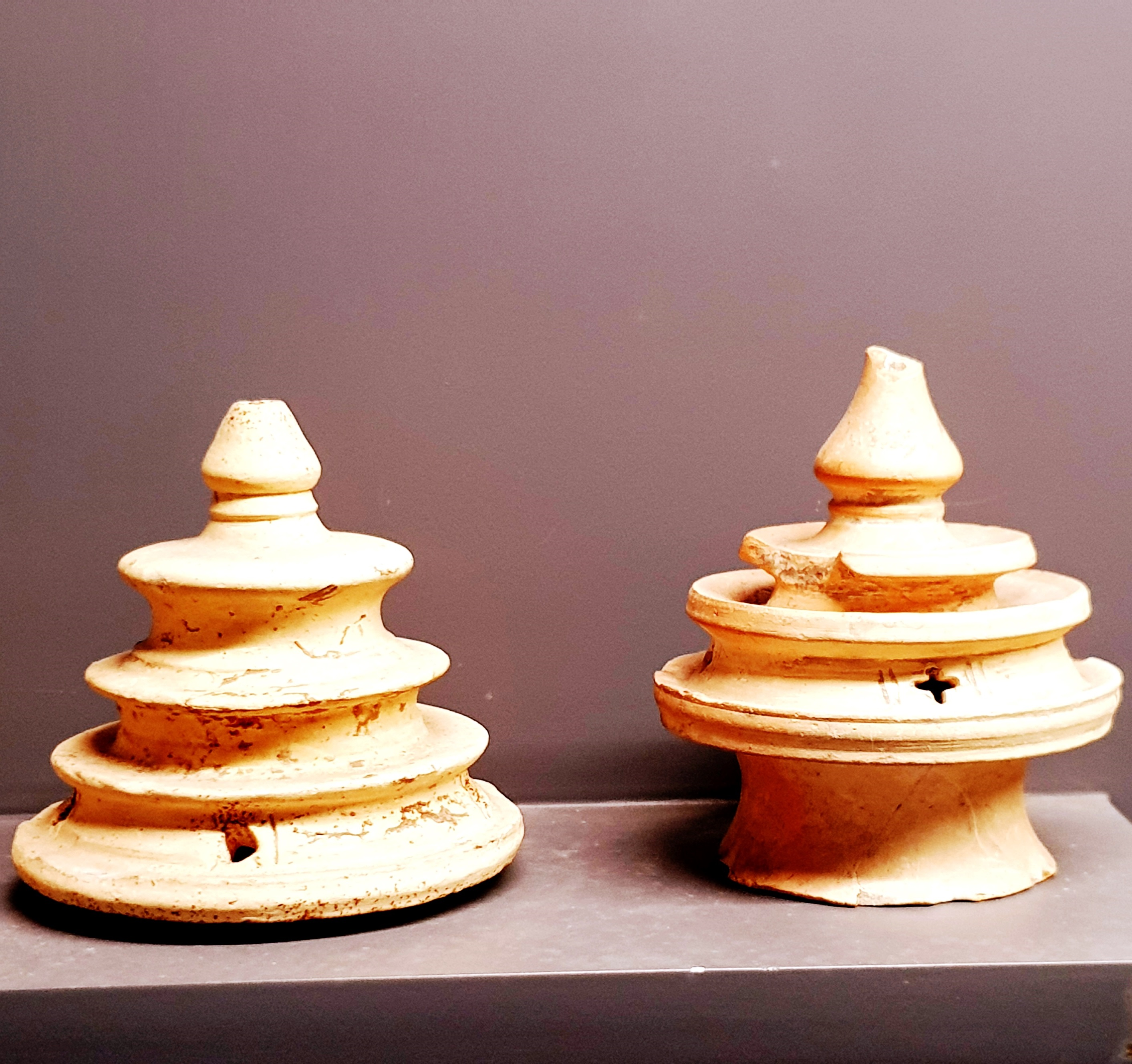
Cổ vật Óc Eo tại Bảo tàng Lịch sử Thành phố Hồ Chí Minh

Văn hóa Óc Eo là một nền văn hóa cổ hình thành và phát triển ở Nam Bộ Việt Nam từ thế kỷ 1 đến thế kỷ 7 sau Công Nguyên. Đây là một nền văn hóa lớn trong lịch sử Việt Nam, gắn liền với đất nước, con người ở vùng châu thổ hạ lưu sông Mê Kông và có quan hệ mật thiết với lịch sử Đông Nam Á cổ đại.

## Tổng quan
Óc Eo vốn là tên một gò đất trên cánh đồng phía đông nam núi Ba Thê (nay thuộc thị trấn Óc Eo, huyện Thoại Sơn, tỉnh An Giang), là nơi đầu tiên tìm thấy những di chỉ quan trọng của nền văn minh này vào năm 1944.

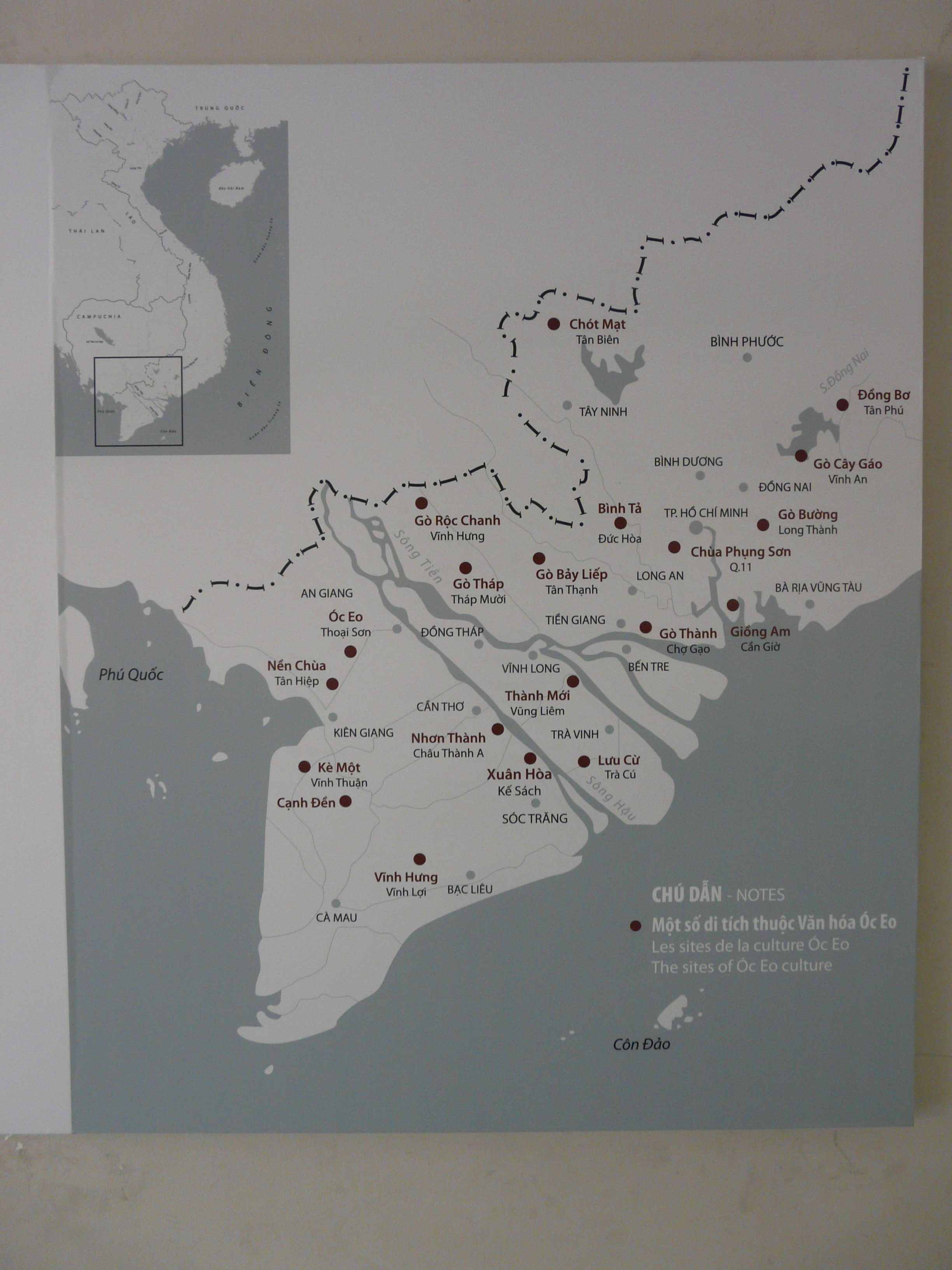
Một số di tích thuộc văn hóa Óc Eo

Văn hóa Óc Eo là một  văn hóa bản địa gắn liền với sự tồn tại của Phù Nam (扶南, Funan) – một vương quốc hùng mạnh tại Đông Nam Á trong những thế kỷ 4-6 trước Công nguyên. Phạm vi phân bố của nền văn hóa này trải rộng không chỉ ở Nam Bộ Việt Nam, mà còn ảnh hưởng sang Campuchia, Thái Lan, Myanmar và một phần Malaysia hiện nay. Tại Nam Bộ, nhiều di tích văn hóa Óc Eo đã được khai quật ở các tỉnh thành như An Giang, Kiên Giang, Đồng Tháp, Cần Thơ, Bạc Liêu, Vĩnh Long, Tiền Giang, Long An, Tây Ninh, Thành phố Hồ Chí Minh, Đồng Nai... Khu vực Óc Eo – Ba Thê được xem là trung tâm của nền văn hóa này.

## Đặc điểm

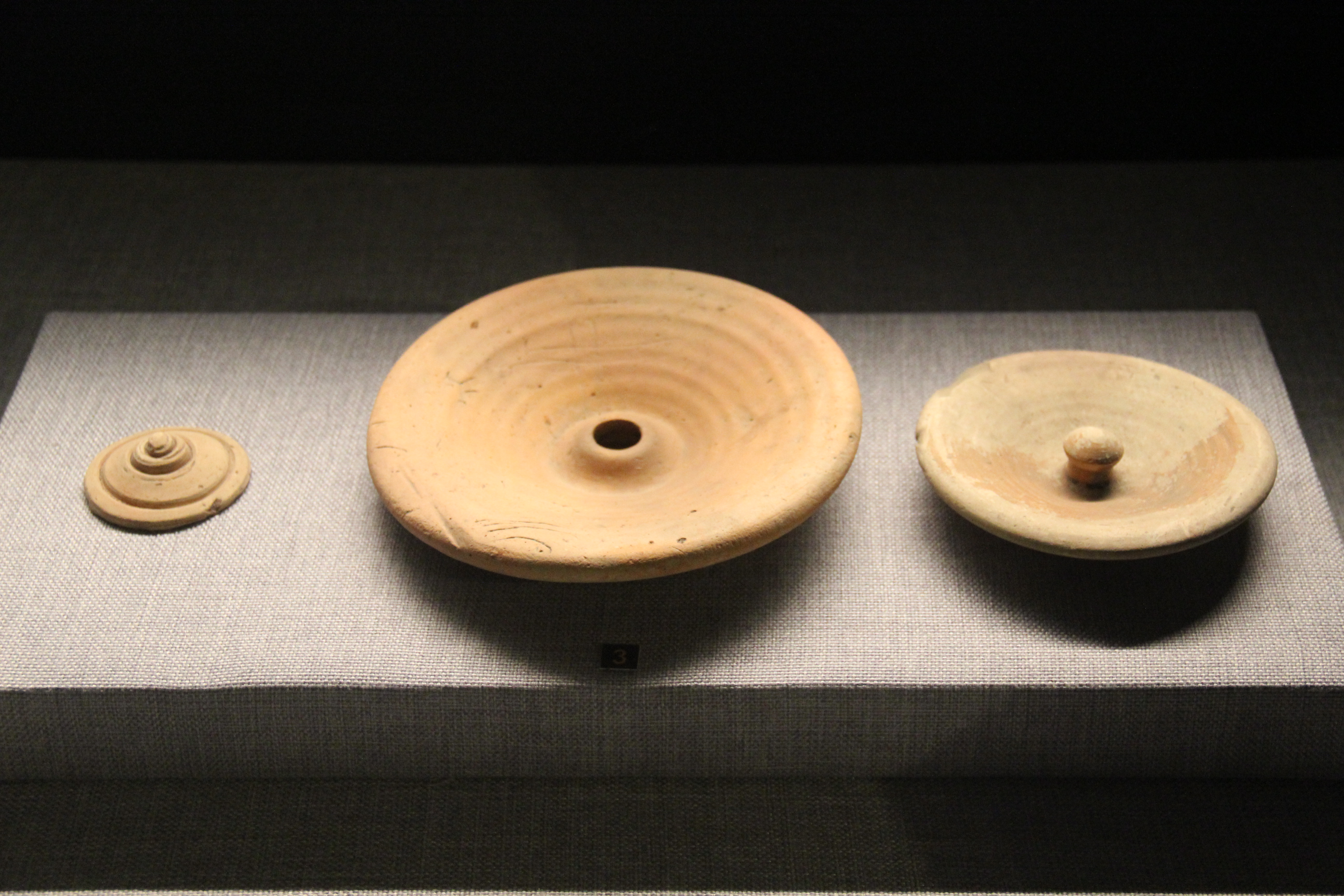
Nắp đậy thời xưa

Về ăn uống, cư dân Óc Eo ăn chủ yếu là lúa gạo. Bằng chứng là những vết tích của vỏ trấu hoặc lúa và cả hạt gạo đã được tìm thấy trong nhiều di tích, ở cả vùng cao lẫn vùng thấp. Nồi, cà ràng(kran) là những vật dụng mà người Phù Nam sử dụng để đun nấu. Cà ràng(kran) là nồi dùng cho bếp lò 3 chân, là vật dụng quen thuộc được những cư dân vùng sông nước, ven biển,trên núi, hoặc là cả trên nhà sàn sử dụng phổ biến từ thời xa xưa. Một loại hình hiện vật rất đặc sắc, thể hiện sự thông minh của cư dân Óc Eo chính là nắp đậy. Các loại nắp đậy bằng gốm được tìm thấy ở nhiều địa điểm khá đặc biệt vì là loại nắp đậy ngửa, được thiết kế lõm vào trong với công dụng là để đậy khít hơn và núm cầm trên mặt lõm của nắp. Ngoài ra, những vật dụng dùng để đựng như bình, chai gốm, lọ, hũ cũng chiếm số lượng khá nhiều.
Về cư trú, cư dân Óc Eo sống trên các nhà sàn bằng gỗ ven hệ thống sông rạch tự nhiên và nhân tạo, mái lợp lá hoặc ngói; hoặc chọn các gò, giồng cao xây dựng những trung tâm sinh hoạt tinh thần, mở rộng khu vực xung quanh làm nơi cư trú, tiến đến mở rộng địa bàn canh tác.
Để thuận tiện cho việc đi lại trên môi trường nhiều sông ngòi kênh rạch, cư dân ở đây chủ yếu dựa vào thuyền bè. Trên bộ họ vận chuyển bằng voi, trâu, bò... Các hình ngựa, hình bò được khắc trên những lá vàng được tìm thấy tại các di tích Đá Nổi, Gò Tháp, Gò Thành, Gò Xoài. Xương trâu bò và xương voi cũng được tìm thấy khá nhiều trong các di tích cư trú và kiến trúc.
Về trang phục, thư tịch cổ Trung Quốc để lại cho biết những nét cơ bản về cách ăn mặc của cư dân vào thời đại Óc Eo: phụ nữ mặc váy dài, phần trên để trần hoặc phủ kín; đàn ông đóng khố ngắn, phần trên để trần; cả nam lẫn nữ đều đeo nhiều đồ trang sức, bùa chú...
Theo Lương Thư (Trung Quốc), tục chôn cất người chết của cư dân Phù Nam(扶南, Funan) có 4 cách là hỏa táng (thiêu xác), thủy táng (thả xác xuống sông, biển), điểu táng (đưa xác lên đài cao cho chim rỉa xác) và thổ táng (mai táng huyệt đất). Các tục táng này cũng có ở Lâm Ấp (Chăm Pa), Mã Lai, Ấn Độ...
Hầu hết những mộ táng khai quật ở thời kỳ Óc Eo đều là các khu hỏa táng với dạng phổ biến gồm một phần trung tâm hình khối dựng bằng gạch, đá. Ngoài ra tro cốt người chết cũng được đựng trong các chum nhỏ chôn ở những nơi cao ráo. Những vật tùy táng của người chết cho thấy cư dân cổ quan niệm thế giới bên kia có thể giống xã hội hiện tại nên người chết cũng cần có bình, chum, đồ nghề thủ công, trang sức, vũ khí...

### Tôn giáo
Bên cạnh các tôn giáo truyền thống, các tôn giáo của Ấn Độ: Phật giáo và Hindu giáo (thường được gọi là Bà la môn giáo) đã nhanh chóng lan rộng trong khu vực.
Đạo Hindu du nhập vào Đồng bằng sông Cửu Long từ đầu Công nguyên với ba vị thần tiêu biểu là Vishnu, Shiva, Brahma. Ngoài ra cư dân Óc Eo còn thờ các vị thần như Durga-Parati (vợ Siva), Lakshmi (vợ Vishnu), Thần đầu voi Ganesha (con Shiva)... Thần Hari – Hara ra đời vào thời kỳ này bằng sự kết hợp của Vishnu và Shiva để tạo nên sức mạnh to lớn hơn nhằm vừa bảo vệ sinh mạng, tài sản (Visnu), vừa trừng phạt kẻ ác trong xã hội (Siva)... Thần Surya là vị thần mặt trời, một vị thần quan trọng có khả năng sản sinh ra sức mạnh theo kinh Vệ Đà của Ấn Độ. Hình tượng các vị thần được tạo ra bằng nhiểu chất liệu như đá, đồng, thiếc, vàng, đất nung với nhiểu kích cỡ khác nhau được tìm thấy tại hầu hết các di chỉ cho thấy tính phổ biến của Hindu giáo.
Phật giáo du nhập cùng thời với Hindu giáo và có thời kỳ làm biến chuyển Hindu giáo. Một số tượng trong thần điện Hindu giáo được chuyển hóa sang tượng trong thần điện Phật giáo như các tượng thần Vishnu chuyển hóa Di lặc hay Bồ tát 4 tay (Avalokiteshvara), Di lặc 4 tay (Bodhisattva Maitreya)...

### Thủ công nghiệp
Gốm dùng trong tôn giáo chiếm số lượng rất ít nhưng rất độc đáo và tinh tế vì nó phản ánh được quan niệm tôn giáo của một tộc người. Gốm dùng trong tôn giáo gồm có bình kendi và kundika, chức năng chính là dùng để đựng sữa và nước thiêng. Bình kendi và kundika đều có nguồn gốc từ Ấn Độ, tuy nhiên sự khác biệt giữa bình kundika và bình kendi là chiều dài của cổ, hình dáng và chức năng của vòi bình. Vòi kundika ngắn, đầu vòi rộng và dùng để đổ chất lỏng vào bình, còn vòi bình kendi thường cong dài và dùng để đổ chất lỏng ra khỏi bình. Bình kundika là tiền thân của bình kendi. Tiếp theo là hiện vật bát bồng, có dạng chân cao, phần bát có dạng hình phễu, dùng để đựng hoa quả dâng lên cúng thần, phật.
Vật liệu dùng trong kiến trúc với các hiện vật như gạch, ngói, diềm ngói. Đây là những mảnh ngói phẳng bề mặt có rãnh trũng song song, dùng để thoát nước. Diềm ngói, chóp ngói là những vật dụng dùng để trang trí trong kiến trúc tôn giáo.
Hàng loạt di chỉ từ Đồng Nai đến Kiên Giang được khai quật đã rất nhiều cổ vật bằng đá, mã não, thạch anh, thủy tinh... được chế tác thành vòng, nhẫn, bông tai, dây chuyền, hạt chuỗi, dùng làm đồ trang sức với nhiều màu sắc, kiểu dáng, kích thước cho thấy người dân Óc Eo đã biết cách nấu thủy tinh.
Song song với nghề làm thủy tinh thì nghề kim hoàn cũng phát triển không kém. Kim loại thô được nấu trong nồi, sau đó chế qua cấc cốc nhỏ rồi chế vào khuôn tạo thành trang sức như hoa tay, vòng, nhẫn,...
Bàn nghiền và chày nghiền bằng đá là những vật dụng thường dùng của cư dân cổ Óc Eo dùng để nghiền hương liệu, bóc tách những hạt ngũ cốc cũng như dát mỏng những mảnh vàng.

### Giao thương
Những di vật khai quật được ở Óc Eo, gồm các loại tiền tệ, con dấu và hàng hóa các nước như tượng đồng, gốm Ấn Độ; gương đồng thời Hậu Hán (năm 25–220), tượng Phật bằng đồng thời Bắc Ngụy (năm 386–557); đồng tiền vàng hoàng đế La Mã như Antoninus Pius (năm 138–161) và Marcus Aurelius (năm 161–180),... chứng tỏ đây một cảng thị quan trọng bậc nhất trong khu vực lúc bấy giờ. Với hệ thống kinh rạch, sông ngòi dày đặc trong nội địa, từ Óc Eo hàng hóa có thể vận chuyển đến nhiều vùng nay thuộc Nam Bộ (Việt Nam), Campuchia, Thái Lan, Myanmar, Malaysia,... Có nhiều loại đồng tiền Phù Nam bằng bạc, kẽm; có đồng được cắt đôi, cắt tư, cắt tám, cắt 16 để làm tiền lẻ (để dễ dàng cho việc trao đổi, buôn bán) được tìm thấy không chỉ ở Đồng bằng sông Cửu Long mà còn hiện diện ở vùng ven biển vịnh Thái Lan, Myanmar, bán đảo Mã Lai. Điều này cho thấy đã từng có một dòng thương nghiệp nối liền Óc Eo với Ấn Độ Dương bằng đường thủy từ vịnh Thái Lan qua eo biển Kra (Mã Lai) và có thể cả bằng đường bộ nội địa.